# Cornisch

Verschuiving van de Cornisch-Engelse taalgrens van 1300–1750 volgens Ken George (1993).

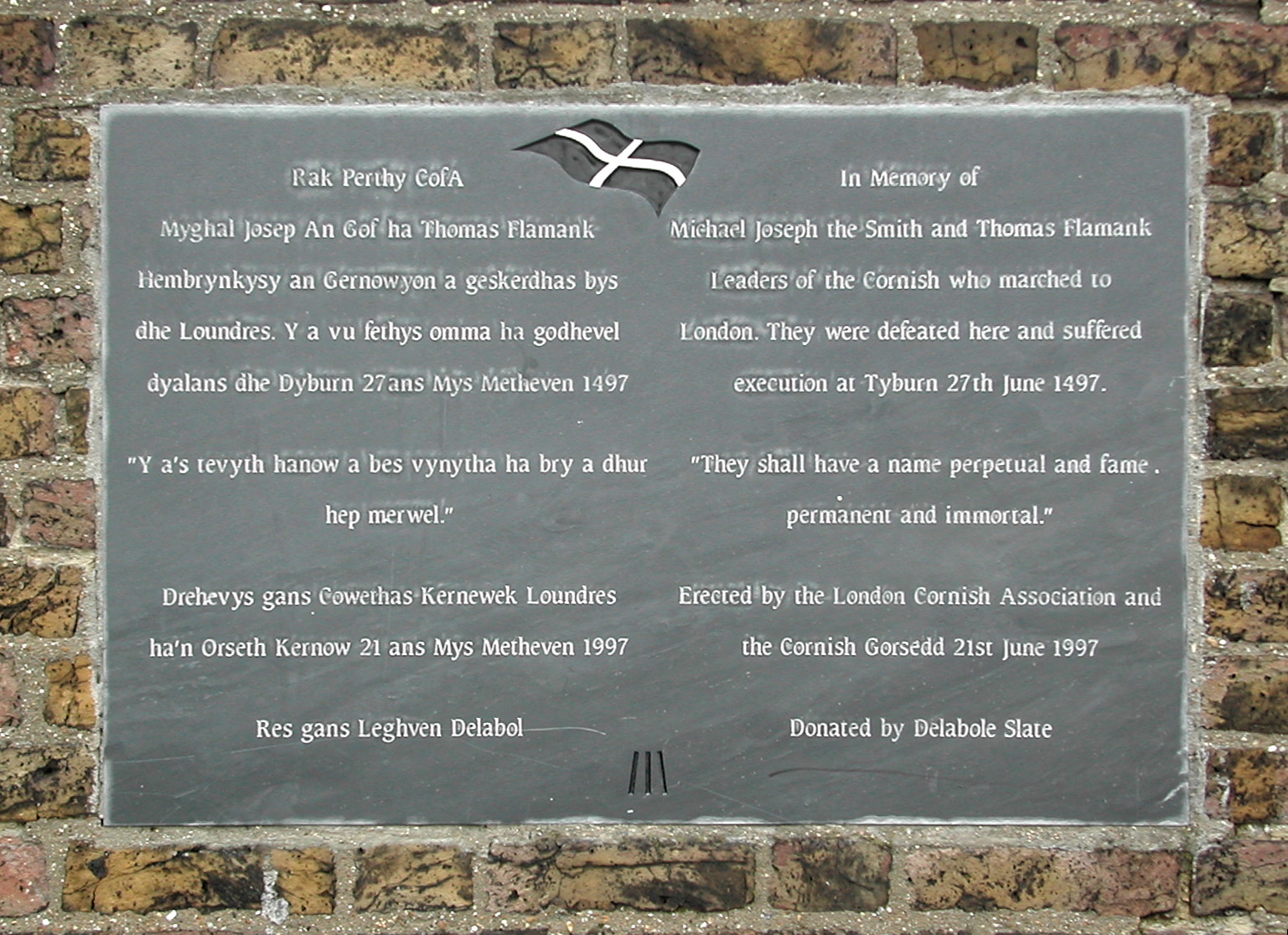
Een tweetalige herdenkingsplaquette

Cornisch (Cornisch: Kernowek) is een Keltische taal uit Cornwall. De taal is een Zuidwest-Britse taal en hierdoor nauw verwant met het Bretons en in iets mindere mate verwant met het Welsh. Deze taal is in de 18e of de vroege 19e eeuw uitgestorven, maar is in de 20e eeuw weer tot leven gewekt.

## Geschiedenis
Rond het jaar 600 worden de taalgebieden van het Cornisch en het Welsh door de vanuit het oosten oprukkende Angelsaksen van elkaar gescheiden. De eerste fase van de ontwikkeling in de geschiedenis van het Cornisch als afzonderlijke taal heet het Vroegcornisch. De periode van 900-1200 wordt als het Oudcornisch aangeduid. Het is vooral door glossen en het Vocabularium Cornicum bekend, een Latijns-Oudcornisch woordenboek.
De Middelcornische periode duurde van 1200 tot ongeveer 1600. Gedurende deze tijd begon de snelle terugtrekking van de Cornisch-Engelse taalgrens naar het westen, maar het wordt als de meest productieve literaire periode met het hoogste aantal sprekers beschouwd. Professor Ken George schat dit aantal op een maximum van ongeveer 35.000 mensen in de late Middeleeuwen - voordat het land te dun werd bewoond en het Engels het Cornisch begon te verdringen. De belangrijkste primaire bronnen voor de Middelcornische zijn drama's, en bijna uitsluitend mysteriespelen, die afkomstig zijn uit de omgeving van een specifiek identificeerbare school - het College van Glasney.
Het taalgebied omvatte in de 17e eeuw alleen het meest westelijke deel van Cornwall en in vele bronnen uit deze periode zijn typische symptomen van de daling van lexicon, fonologie en morfologie zichtbaar, vooral omdat deze bronnen afkomstig zijn van semi-sprekers. Deze fase van het uitsterven van de taal heet het Laatcornisch. Kenmerkend voor het Laatcornisch zijn Engelse invloeden in de syntaxis en lexicon.

### Laatste traditionele sprekers
Traditioneel wordt John Davey als de laatste spreker die nog enkele flarden Cornisch kende beschouwd; hij stierf in 1891. Een uitgebreide zoektocht naar resterende sprekers in de 18de eeuw had slechts één persoon opgeleverd die vloeiend Cornisch kon spreken: Dorothy Pentreath. Toen zij in 1777 overleed, werd dit lange tijd als de definitieve dood van de taal beschouwd. Dolly Pentreath kreeg om die reden een groot grafmonument. Dit monument staat op het Mousehole-kerkhof te Cornwall.

## Classificatie en positie
Het Cornish is een Britse taal, en dus nauw verwant aan het Bretons en het Welsh. Aangezien de splitsing van het Bretons het recentst was, is het Cornish het dichtst verwant aan die taal. Andere verwante talen zijn de Goidelische of Gaelische talen: Iers, Schots-Gaelisch en Manx-Gaelisch.
Net als alle Keltische talen is het Cornish een Indo-Europese taal, en dus in de verte verwant aan het Nederlands.

### Schema
- Indo-Europees
  - Keltisch
    - Eiland-Keltisch
      - Brits
        - Bretons
        - Cornisch
        - Welsh

      - Goidelisch
        - Iers
        - Schots-Gaelisch
        - Manx-Gaelisch

## Heropleving
Rond 1900 ontwikkelde Henry Jenner zijn versie van wat hij het „eenheids-Cornisch“ noemde, op basis van Laatcornische teksten. Zijn navolger Robert Morton Nance baseerde zich echter op een klein aantal middeleeuwse toneelstukken; in zijn ogen was het Laatcornisch te veel beïnvloed door het Engels. In 1929 publiceerde hij een leerboekje Cornish for All. De heropleving staat bekend om een hoop meningsverschillen en ruzies tussen verschillende groeperingen. Sommige revitalisten zijn van mening dat het Cornisch op het Laatcornisch moet worden gebaseerd, waar volgens hen de taal op een natuurlijke wijze naartoe is ontwikkeld. Anderen bekritiseren dit standpunt echter en stellen net als Nance dat het Laatcornisch in een slechte toestand verkeerde en hierdoor grote invloeden vanuit het Engels onderging. Zij baseren de herleefde taal liever op het Middelcornisch, toen de taal nog bloeide, en gebruiken liever pure Keltische woorden dan Franse en Engelse leenwoorden die wel in Laatcornische teksten te vinden zijn.
Anno 2011 wordt de taal door enkele duizenden mensen in redelijke mate gesproken en een aantal mensen van onder de dertig is zelfs opgevoed met de taal. In de 21ste eeuw zijn ongeveer 300 mensen moedertaalsprekers van het Cornisch. Er bestaan radiozenders, kranten en films met gedeelten in het Cornisch (zij het zelden compleet in het Cornisch) en er bestaat een zekere hoeveelheid literatuur in de taal. An Gannas is het enige volledig Cornische tijdschrift. In 2002 heeft de Raad van Europa het Cornisch als officiële minderheidstaal erkend. In 2015 kreeg het politiebureau van Truro een tweetalig bord en werd er bekendgemaakt dat alle politiebureaus in Cornwall op termijn van tweetalige borden zouden worden voorzien. Zangeres Gwenno Saunders bracht in 2018 een album uit in het Cornisch: Le Kov. In 2022 is het album Tresor, folk rock op teksten in het Cornish, gezongen door zangeres Gwenno, genomineerd voor de Mercury Prize.

### Belangrijke gebeurtenissen van de heropleving
- 1904: Henry Jenner publiceerde een handboek van het Cornisch, die als het begin van de heropleving wordt beschouwd. Jenner gebruikte vooral het Laatcornisch als basis.
- 1928: In navolging van de Welsh Gorsedd Y Beirdd en de Bretonse Goursez Vreizh wordt de Cornische Gorsedh Kernow gelanceerd.
- 1929: Robert Morton Nance publiceerde het Cornish For All, waarin hij een uniforme spelling gebaseerd op het Middelcornisch voorstelt, genaamd Kernewek Unys. Deze spelling blijft in gemeenschappelijk gebruik tot 1986
- 1938: Nance publiceerde een Cornisch-Engels woordenboek.
- 1984: De eerste Cornische roman, An Gurun Wosek a Geltya (De Bloedige Kroon van Keltië) van M. Bennetto wordt gepubliceerd.
- 1986: Eerste splitsing van de taalbeweging: Richard Gendall begint met het lesgeven van gereconstrueerd Laatcornisch (Curnoack Nowedga).
- 1986: Ken Georges stelde een spellingwijziging voor volgens zijn in The Pronunciation and Spelling of Revived Cornish uitgewerkte gereconstrueerde fonologie. Kernewek Kemmyn wordt de nieuwe standaard.
- 1992: Het standaard woordenboek voor Kernewek Kemmyn, Gerlyver Kernewek Kemmyn: An Gerlyver Meur, verschijnt.
- 1995: Nicholas Williams geeft kritiek op alle drie de eerder gebruikte variaties en stelt een door hem ontwikkelde spelling, de Kernowek Unys Amendys, voor.
- 2000: Engels-Cornisch Woordenboek: Gerlyver Sawsnek-Kernowek, standaard woordenboek voor KUA.
- 2002: De Britse regering erkent het Cornisch als subsidiabele minderheidstaal volgens het Europees Handvest voor regionale talen of talen van minderheden op. Een Bijbelvertaling (An Testament Nowydh, Het Nieuwe Testament) verschijnt in KUA.
- 2004: Het Nieuwe Testament verschijnt in KK.
- 2008: Na jaren van discussie is het Cornish Language Partnership het eens over een toekomstige standaardspelling (FSS - Furv Skrifys Savonek, "Standaard geschreven vorm"). De nieuwe spelling is gebaseerd op het Middelcornisch maar staat alternatieve spelling voor Laatcornische vormen toe.

### Kritiek
Professor Glanville Price bekritiseerde de wederopstanding van deze taal met het argument dat ze misschien wel voor de helft verzonnen is; enerzijds spreekt het voor zich dat woorden voor hedendaagse apparatuur en producten moesten worden uitgevonden, anderzijds zijn de bronnen waarop men zich voor het opstellen van grammatica's baseerde, dusdanig gefragmenteerd, dat vele grammaticale vormen op waarschijnlijkheidsredeneringen en vergelijkingen met verwante talen berusten. Daarenboven reconstrueerde men de taal aan de hand van literatuur uit haar bloeitijd, dat wil zeggen teksten van vóór de teloorgang en marginalisering die reeds rond 1300-1350 moeten zijn ingezet. Tussen die periode en de dood van John Davey ligt een hiaat van een aantal eeuwen, gedurende welke bitter weinig tot geen Cornische literatuur werd voortgebracht. Dolly Pentreath, de laatste vloeiende spreekster, was zelfs reeds meer dan een eeuw overleden.

## Varianten

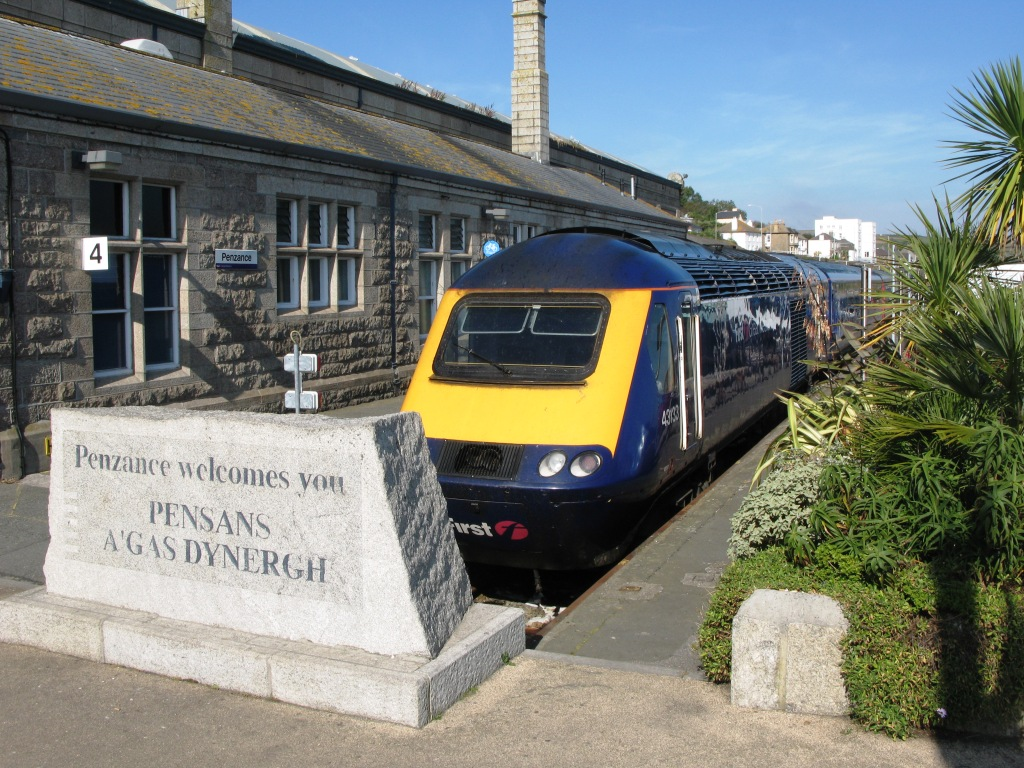
Welkomsttekst in het Cornisch in het Station Penzance.

Er waren vier varianten van het Cornisch, voordat er een standaard schriftelijke vorm werd overeengekomen in 2008:
- Genormaliseerd Cornisch (Kernewek Unyes), werd ontworpen door Robert Morton Nance en A.S.D. Smith; een woordenboek werd in 1929 gepubliceerd.
- Modern Cornisch (Kernuack Nowedga), door Richard Gendall in het begin van de jaren 1980; het gebruikt de op het Engels gebaseerde orthografie uit de 17e en 18e eeuw.
- Standaard-Cornisch (Kernewek Kemmyn), door Ken George (1986).
- Herzien Genormaliseerd Cornisch (Kernowek Unys Amendys), een aanpassing aan nieuwere inzichten door Nicholas Williams in 1997.